# Friedrich Sebastian Wunibald Truchsess zu Waldburg
Friedrich Sebastian Wunibald Truchsess zu Waldburg (* 1677; † 4. Juni 1745 in Hohenfriedberg) war ein preußischer Generalleutnant, Ritter des Schwarzen Adlerordens und des Johanniterordens sowie Komtur von Lagow.

## Leben

### Herkunft
Er war der Sohn des Generalleutnants Joachim Heinrich Truchsess von Waldburg († 14. Oktober 1718) und dessen Frau Freiin Maria Eleonore von Heydeck († 1692).

### Laufbahn
Graf zu Waldburg aus der protestantischen Waldburger Linie trat 1702 in preußische Dienste. Nach der Thronbesteigung Friedrich Wilhelms I., des Soldatenkönigs, wurde er am 18. Mai 1715 in dem neuerrichteten „Regiments Löben zu Fuß“ (No. 26) Major und 1718 Oberstleutnant.
Im Jahre 1736 begleitete er im königlichen Auftrag den polnischen König Stanislaus I., der auf dem Weg ins französische Exil war, auf seiner Reise durch die preußischen Lande bis nach Geldern. 1739 wurde er zu Verhandlungen an den dänischen Hof gesandt. Zu dieser Zeit war Graf zu Waldburg auch Gesellschafter des Kronprinzen Friedrich, der ihn mit persönlichen Missionen betraute. Nachdem Friedrich 1740 König wurde, beförderte er ihn zum Chef des vormaligen „Regiments Dönhof zu Fuß“ (No. 13). Bereits im August 1740 wurde er Generalmajor und am 13. Oktober Amtshauptmann von Plettenberg. Zudem ernannte ihn Prinz August Wilhelm zum Oberhofmeister.
Ein weiterer diplomatischer Auftrag führte ihn 1741 gemeinsam mit Freiherr von Bielfeld nach Großbritannien, wo er vom Einmarsch der Preußen in Schlesien berichtete.
Nach seiner Rückkehr aus London nahm Graf zu Waldburg an den Kämpfen der Schlacht bei Mollwitz teil, wo er verwundet wurde. Im Oktober 1741 vertrieb er mit seinem Korps den General Neipperg aus der Gegend von Neisse bis nach Troppau. Am 3. Januar 1742 erhielt er die Amtshauptmannschaft von Kolbatz. Am 14. Mai war er bei Lesch (Lösch) in Mähren im Gefecht. Er stand dort mit seinem Bataillon, als die Österreicher überraschend angriffen. Er konnte den Angriff abwehren und zurückschlagen, wurde aber bei den Kämpfen erneut verwundet. Dafür bekam er von König eine zusätzliche Rente. 1744 war er wieder in Böhmen, im August 1744 bekam er den schwarzen Adlerorden. Im Januar 1745 wurde er Generalleutnant. Er starb am 4. Juni 1745 in der Schlacht bei Hohenfriedberg.
Er war Johanniterritter und Domherr in Magdeburg. Als am 21. August 1734 der Turm der Petrikirche in Berlin einstürzte, wurde er in seiner Wohnung verschüttet, was ihm später noch Angstzustände bescherte. Es dauerte drei Tage, bis er unversehrt gerettet werden konnte. Für seine treuen Dienste schenkte ihm Friedrich Wilhelm I. 1736 das Gelände um die Bastion VII der funktionslos gewordenen Memhardschen Stadtbefestigung. Der hier errichtete Garten ging 1748 in den Besitz des Bankiers David Splitgerber über und wurde später Teil des heutigen Köllnischen Parks.
Sein Name wurde 1851 auf einer der Ehrentafeln am Reiterstandbild Friedrichs des Großen verewigt.

### Familie
Er war mit Theresia von Schapitzky, verwitwete von Gilgenheimb (auch: Dorothea von Trzebitzky) verheiratet. Das Paar hatte keine Kinder.